# Arthur (série télévisée d'animation, 1966)
Pour les articles homonymes, voir Arthur.
Arthur (Arthur! and the Square Knights of the Round Table) est une série télévisée d'animation australienne en 35 épisodes de 25 minutes, diffusée entre 1966 et 1968 sur le réseau ABC. En France, la série a été diffusée en 1982 sur TF1 dans l'émission Croque Vacances.

## Synopsis
Cette série met en scène les aventures très romancées du légendaire Roi Arthur.
Le Générique est Interprété par Lionel Leroy Distribution  Saban Records (1982)

## Voix françaises
- Jean Roche : Arthur
- Gilles Tamiz : Merlin
- Catherine Lafond : Guenièvre, Morgane
- Roger Lumont : le chevalier noir